# Grevillea
Grevillea és un gènere d'angiosperma de la família de les proteàcies (Proteaceae). Són plantes natives essencialment d'Austràlia, amb unes poques espècies de Papua Nova Guinea i de les illes al nord d'Austràlia.

## Etimologia
- Grevillea: nom del gènere en honor de Charles Francis Greville (1749-1809),[3] cofundador de la Royal Horticultural Society.

## Descripció
És un gènere molt diversificat, amb espècies que van des d'arbusts de menys de 0,5 m a arbres que fan fins a 50 m d'alt.

## Algunes espècies
El gènere Greville té 404 espècies acceptades i diverses espècies dubtoses i sinònims.
- Grevillea acanthifolia A.Cunn.

- Grevillea alpina Lindl.
- Grevillea aquifolium Lindl.
- Grevillea arenaria R.Br.
- Grevillea armigera Meisn.
- Grevillea aspleniifolia Knight
- Grevillea australis R.Br.
- Grevillea banksii R.Br.
- Grevillea barklyana F.Muell. ex Benth.
- Grevillea bipinnatifida R.Br.
- Grevillea buxifolia (Sm.) R.Br.
- Grevillea caleyiR.Br.
- Grevillea candelabroides C.A.Gardner
- Grevillea chrysophaea F.Muell. ex Meisn.
- Grevillea crithmifolia R.Br.
- Grevillea curviloba McGill.
- Grevillea dielsiana C.A.Gardner
- Grevillea endlicheriana Meisn.
- Grevillea fililoba (McGill.) Olde i Marriott
- Grevillea flexuosa (Lindl.) Meisn.
- Grevillea floribunda R.Br.
- Grevillea glabrata (Meisn.) McGill.
- Grevillea heliosperma R.Br.
- Grevillea hilliana F.Muell.
- Grevillea hookeriana Meisn.
- Grevillea humifusa Olde & Marriott
- Grevillea ilicifolia (R.Br.) R.Br.
- Grevillea intricata Meisn.
- Grevillea juniperina R.Br.
- Grevillea lanigera A.Cunn. ex R.Br.
- Grevillea laurifolia Sieber ex Spreng.
- Grevillea lavandulacea Schltdl.
- Grevillea leptopoda McGill.
- Grevillea leucopteris Meisn.
- Grevillea levis Olde i Marriott
- Grevillea linearifolia (Cav.) Druce
- Grevillea longifolia R.Br.
- Grevillea miniata W.Fitzg.
- Grevillea miqueliana F.Muell.
- Grevillea mucronulata R.Br.
- Grevillea oleoides Sieber ex Schult. i Schult.f.
- Grevillea petrophiloides Meisn.
- Grevillea preissii Meisn.
- Grevillea robusta A.Cunn. ex R.Br.
- Grevillea rosmarinifolia A.Cunn.
- Grevillea sericea (Sm.) R.Br.
- Grevillea speciosa (Knight) McGill.
- Grevillea striata R.Br.
- Grevillea tetragonoloba Meisn.
- Grevillea thelemanniana Hügel ex Endl.
- Grevillea thyrsoides Meisn.
- Grevillea triloba Meisn.
- Grevillea vestita (Endl.) Meisn.
- Grevillea whiteana McGill.
- Grevillea wickhamii Meisn.

## Usos
Les flors de les espècies del gènere Grevillea tradicionalment les han usades els aborígens australians per la dolçor que té el seu nèctar. També són usades com plantes ornamentals.